# Kościół Santa Maria dei Carmini
Kościół Santa Maria dei Carmini lub Santa Maria del Carmelo, potocznie Carmini (kościół Najświętszej Marii Panny z Góry Karmel) – rzymskokatolicki kościół w Wenecji w dzielnicy (sestiere) Dorsoduro.
Administracyjnie należy do Patriarchatu Wenecji. Jest kościołem parafialnym w parafii S. Maria del Carmelo (vulgo Carmini), wchodzącej w skład dekanatu S. Polo – S. Croce – Dorsoduro.
Zbudowany na przełomie XIII i XIV wieku w stylu gotyckim, przebudowany w XVI wieku w stylu renesansowym. W wystroju  wnętrza wyróżniają się obrazy: Adoracja pasterzy Cimy da Conegliana z 1509 roku (jedno z najlepszych dzieł tego artysty), Święty Mikołaj w chwale ze świętymi Janem Chrzcicielem i Łucją, namalowany Lorenza Lotta w 1529 roku dla Scuoli dei Mercanti oraz Ofiarowanie Jezusa w świątyni Jacopa Tintoretta z lat 1541–1542.

## Historia

### Kościół gotycki
Karmelici osiedlili się w Wenecji około połowy XIII wieku, tuż po reformie zakonu. Przestrzegając nowych reguł poświęcili się życiu pustelniczemu i sprawowaniu opieki duchowej nad mieszkańcami miasta. Obecność karmelitów w rejonie zwanym Santa Margherita jest potwierdzona z pewnością od 1285 roku. Konsekracja ich kościoła miała miejsce 6 kwietnia 1348 roku. Oznacza to, że tym przedziale czasowym rozpoczęły się i zakończyły prace budowlane przy pierwszym budynku, do czego odnosi się również wyraźnie testamentowe archiwum z 27 grudnia 1294 roku.

### Kościół renesansowy
W XVI wieku w stylu renesansowym została przebudowana fasada kościoła. Jako budulec wykorzystano cegłę i marmur. Niektóre fragmenty wnętrza kościoła, zwłaszcza prezbiterium i kaplice boczne, również pochodzą z XVI wieku. W XVII wieku wnętrze kościoła zostało wzbogacone przez okazałą, drewnianą dekorację zdobiącą łuki nawy głównej postaciami świętych i proroków oraz powszechnie znaną serią dwudziestu czterech XVII- i XVIII-wiecznych obrazów, poświęconych historii zakonu karmelitów.
Na mocy dekretu napoleońskiego Królestwa Włoch z 5 czerwca 1805 roku (oraz kolejnych dekretów) zainicjowano w Wenecji proces kasat zakonów i przekształceń kościołów i klasztorów oraz zmian granic parafii. Wspólnota zakonna karmelitów została zlikwidowana, a dekretem patriarchy Wenecji z 28 października 1810 roku przy ich kościele została erygowana parafia Santa Maria del Carmelo. Były kościół klasztorny objął kapłan świecki z nominacji patriarchy. Do nowej parafii włączono tereny zniesionych parafii San Barnaba apostolo i Santa Margherita vergine e martire, a także części parafii San Raffaele Arcangelo i San Pantaleone (potocznie San Pantalon).

## Architektura

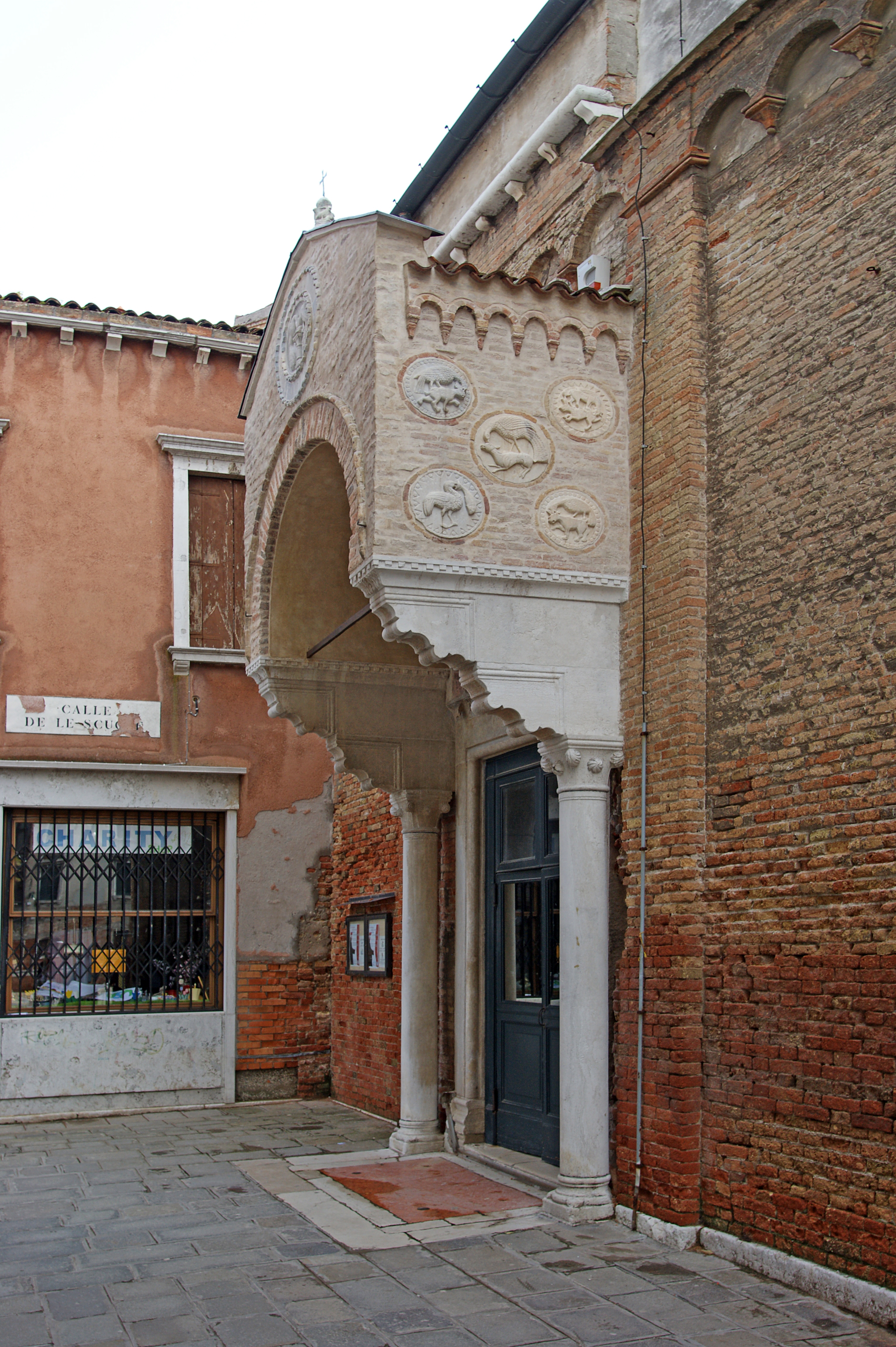
Prothyron przy lewej ścianie

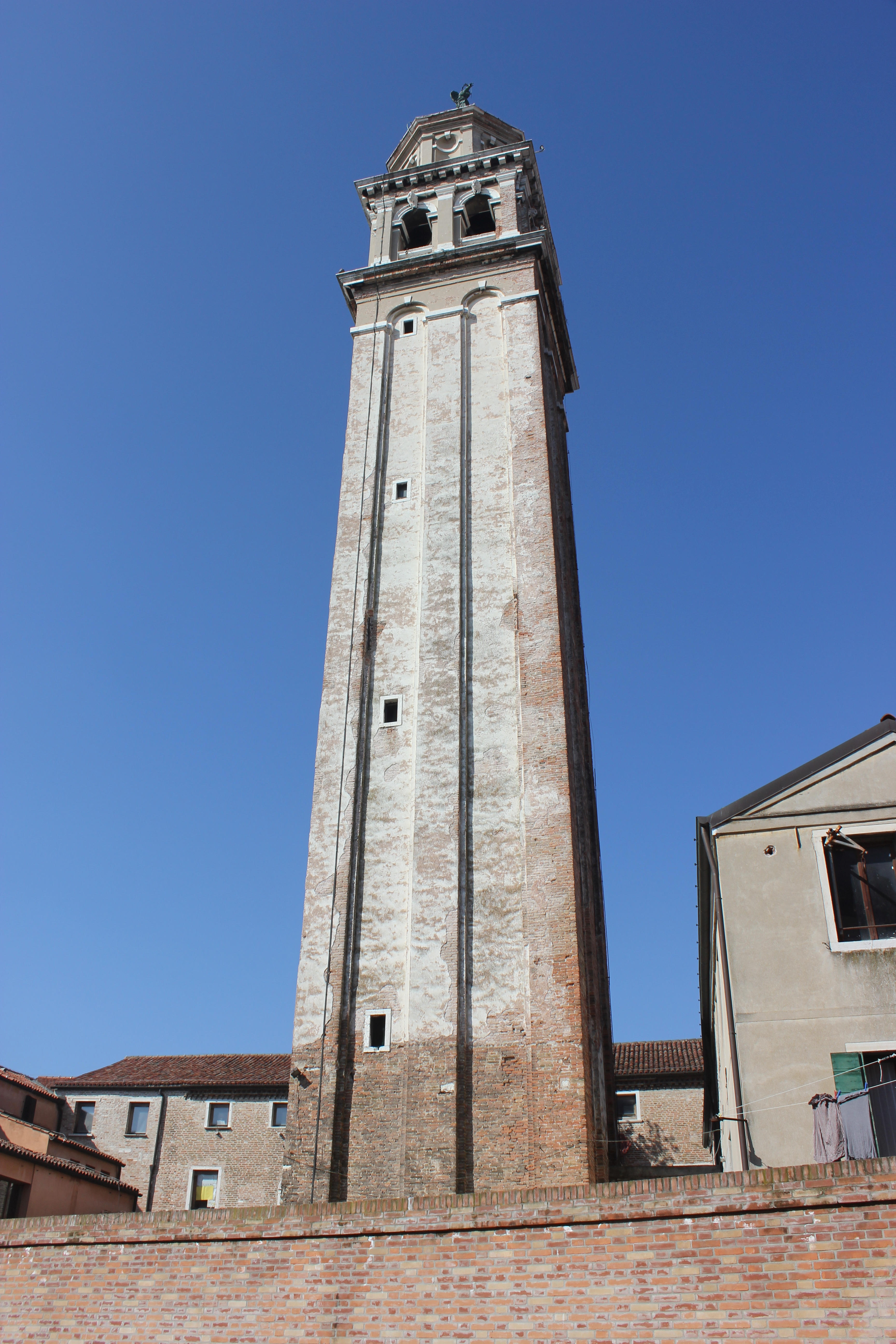
Kampanila

### Fasada
Fasadę zbudował w stylu wczesnorenesansowym Sebastiano da Lugano. Nosi ona wpływy Codussiego. Jest trzyczęściowa, zamknięta od góry łukami. Wśród posągów zdobiących fasadę (przypuszczalnie również dłuta Sebastiana da Lugano) są: Zbawiciel (na szczycie), oraz prorocy Eliasz i Elizeusz, uważani za założycieli zakonu karmelitów.
Na Campo Santa Margherita wychodzi prothyron, wzniesiony, podobnie jak pierwotny kościół między końcem XIII, a początkiem XIV wieku. Zdobiące go detale pochodzą z różnych źródeł i są, przynajmniej w części, starsze niż kościół. Rzeźbione tonda nawiązują do sztuki XII i XIII wieku.

### Kampanila
Pierwotna kampanila została zbudowana w 1290 roku. Została zniszczona przez trzęsienia ziemi w 1347, 1410 i 1511 roku. Po tym ostatnim została rozebrana i odbudowana jako wyższa w 1520 roku. W późniejszym czasie zaczęła się przechylać. W 1688 roku została wyprostowana przez Giuseppe Sardiego. W tym czasie była zwieńczona niewielką, ośmioboczną kapliczką z brązowym posągiem Najświętszej Maryi Panny z Góry Karmel. Obecny posąg jest kopią wykonaną w 1982 roku przez Romana Via, ponieważ oryginał został zniszczony w 1756 roku w wyniku uderzenia pioruna. Kampanila ma 66 m wysokości i zestaw dzwonów uruchamianych elektromechanicznie.

### Krużganek
Krużganek byłego klasztoru, który został odbudowany w połowie XVII wieku i zniesiony w 1810 roku, ma wejście na prawo od fasady. Studnia pośrodku pochodzi z 1762 roku i jest ozdobiona herbem karmelitów.

## Wnętrze

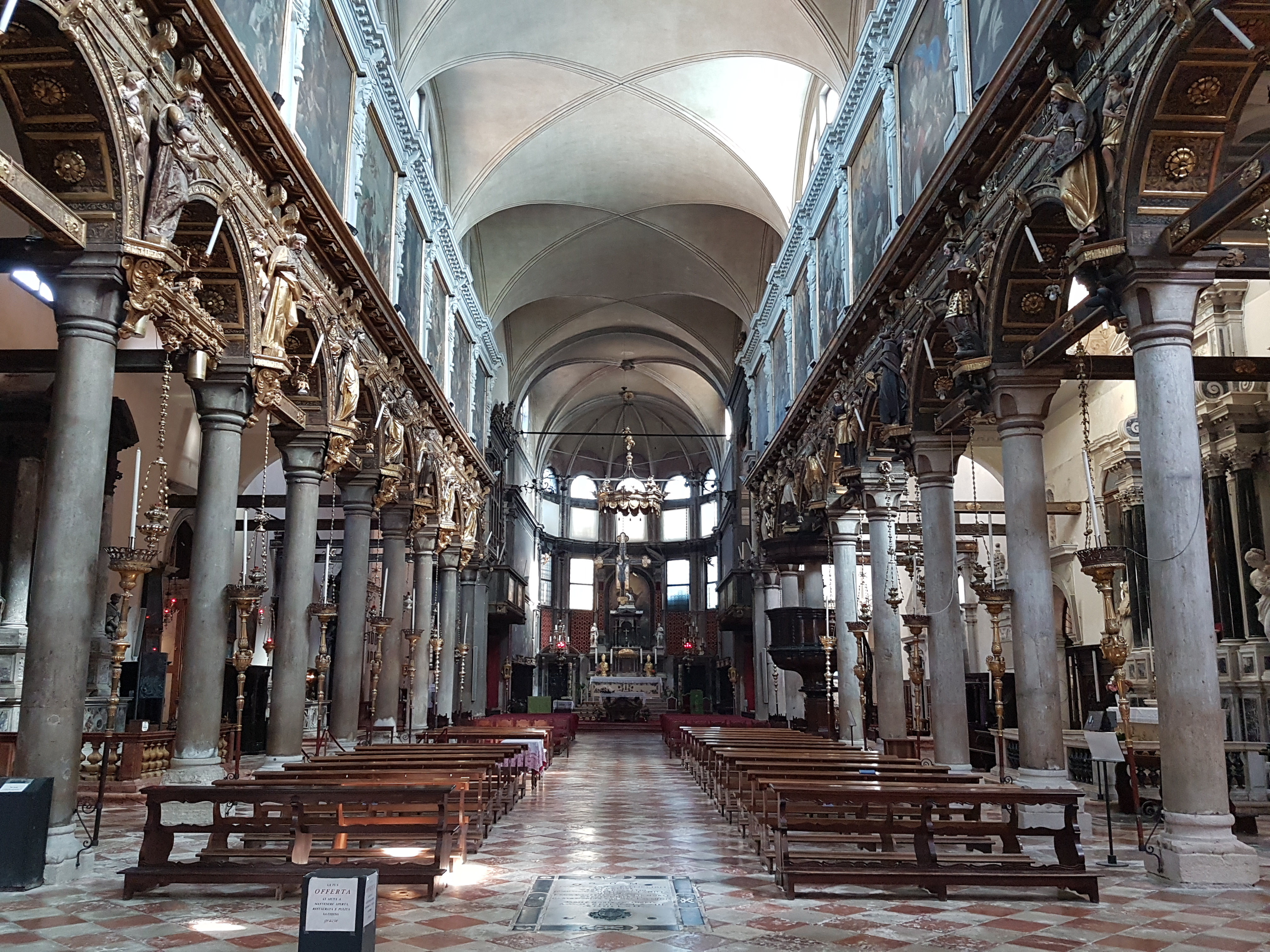
Wnętrze – widok w kierunku prezbiterium

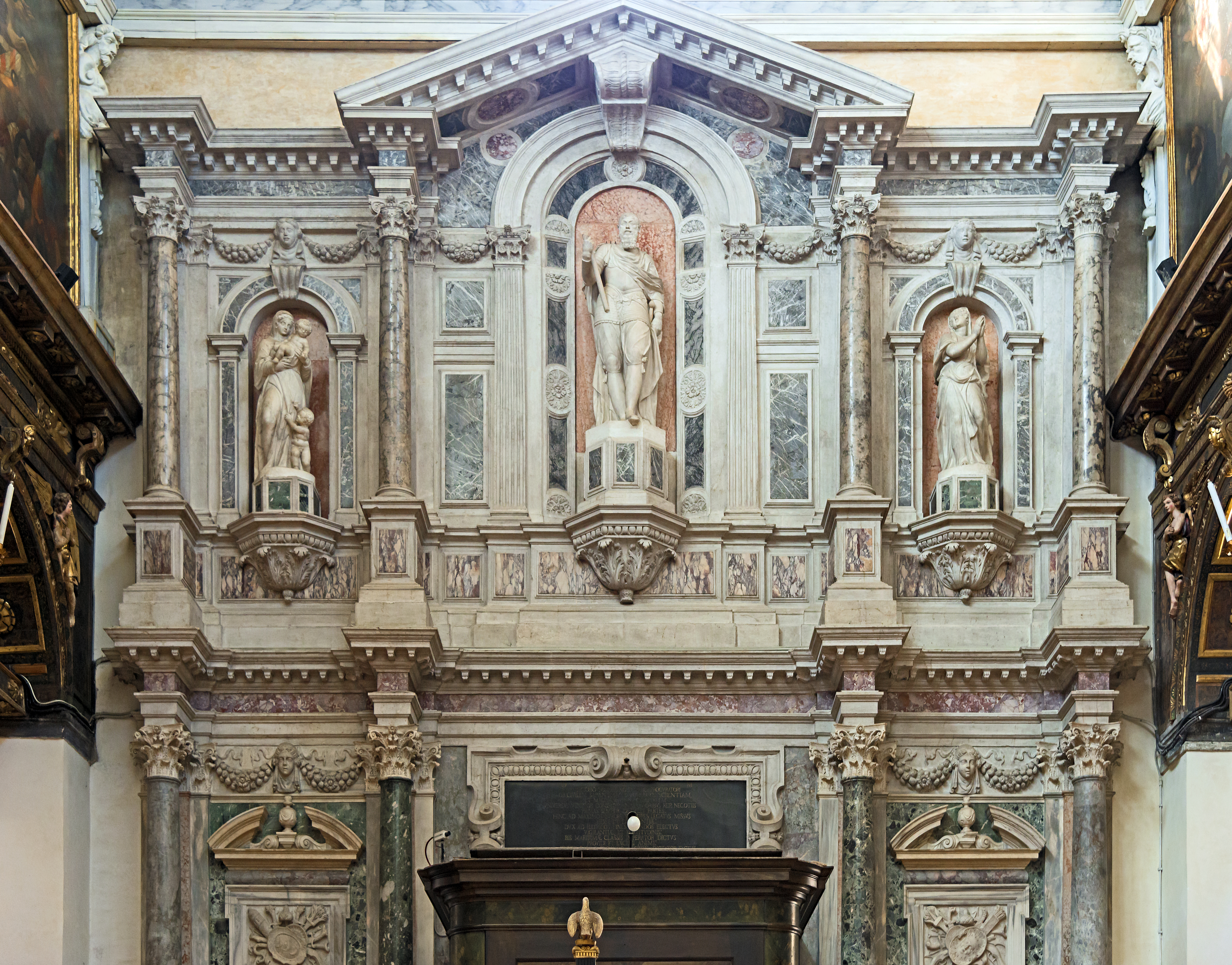
Pomnik nagrobny Jacopa Foscariniego

Kościół jest przykładem gotyckiej trzynawowej bazyliki. Nawę główną od bocznych oddzielają dwa rzędy po dwanaście kolumn, być może nawiązujących symbolicznie do liczby plemion Izraela i apostołów.
Prezbiterium oraz kaplice boczne zostały zbudowane w latach 1506–1514 przez Sebastiana da Lugano. Ścianę czołową apsydy przepruwają trzy rzędy okien; dwa dolne z oknami prostokątnymi o orientacji pionowej i górny z oknami zamkniętymi łukowo. Po obu stronach apsydy znajdują się obszerne galerie przeznaczone dla śpiewaków.
Na wewnętrznej ścianie fasady znajduje się pomnik nagrobny Jacopa Foscariniego, Capitano da mar, zmarłego w 1602 roku, znanego także jako kolekcjoner starożytności, przechowywanych w jego pałacu w pobliżu kościoła. Inspirację stanowił tu pomnik nagrobny Francesca Veniera dłuta Jacopa Sansovina w kościele San Salvador.

### Najważniejsze dzieła sztuki
W drugim ołtarzu po prawej stronie znajduje się obraz Adoracja Pasterzy Cimy da Conegliano z 1509 roku, który jest jednym z jego najlepszych dzieł. Nad trzecim ołtarzem po prawej stronie, jedynym zwieńczonym kopułą, widnieje fresk przedstawiający dwóch aniołów w locie, pędzla Sebastiana Ricciego. Czwarty ołtarz, Altare dei Compra Vendi Pesce, zdobi obraz Ofiarowanie Jezusa w świątyni Jacopa Tintoretta, namalowany w latach 1541–1542. W drugim ołtarzu lewej nawy znajduje się obraz Święty Mikołaj w chwale ze świętymi Janem Chrzcicielem i Łucją, namalowany Lorenza Lotta w 1529 roku dla Scuoli dei Mercanti, oprawiony w oryginalną ramę z kamienia z Istrii. Na prawo od tego obrazu, nad konfesjonałem, wisi niewielki rozmiarami obraz Święta Rodzina z małym Janem Chrzcicielem, wczesne dzieło Paola Veronese, które przedtem znajdowało się w kościele San Barnaba.
Z dzieł rzeźbiarskich wyróżniają się dwa posągi: Dziewictwo i Pokora, zrealizowane odpowiednio przez Antonia Corradiniego i Giuseppe Torrittiego.

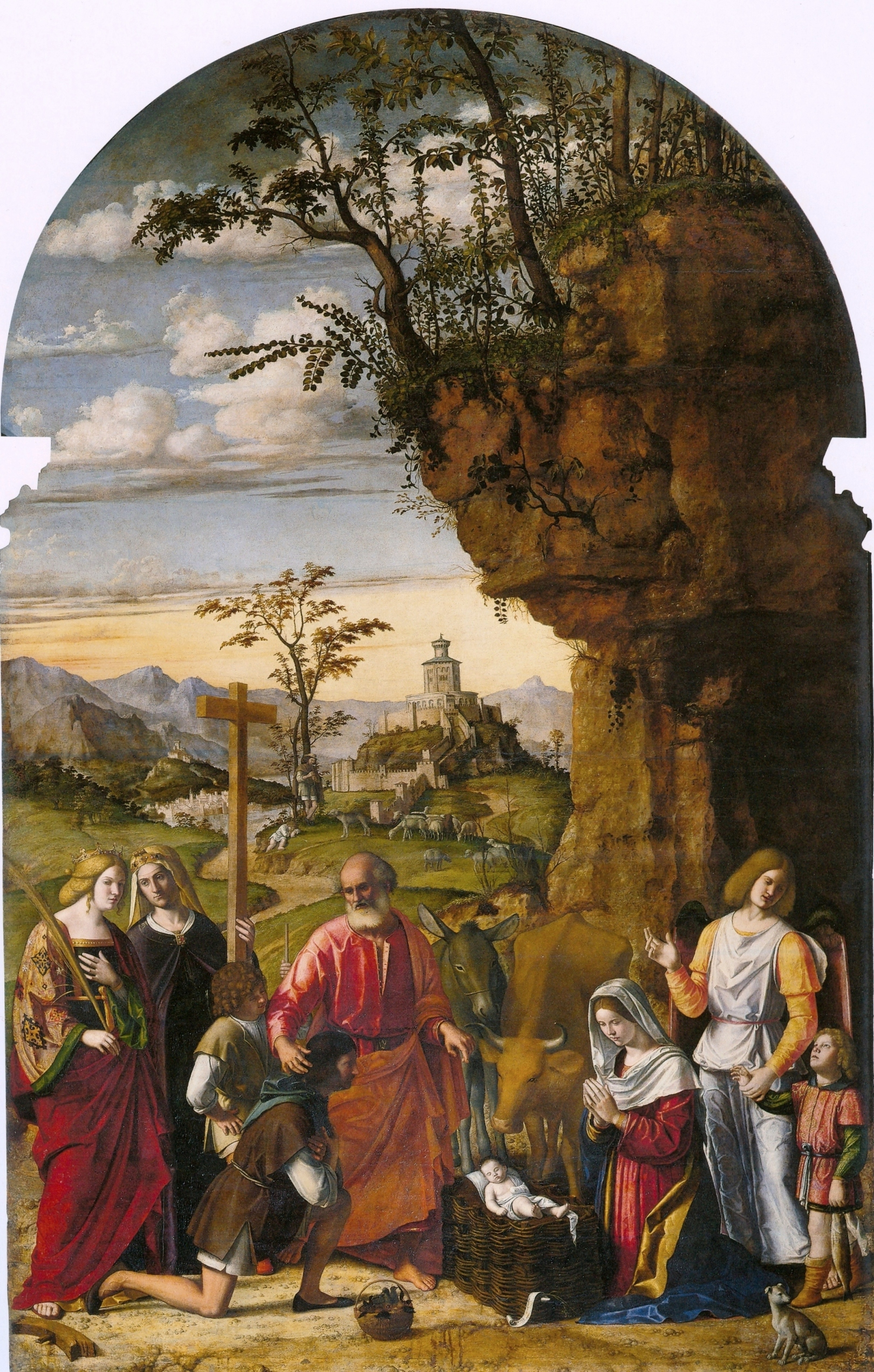
Cima da Conegliano, Adoracja Pasterzy, 1509
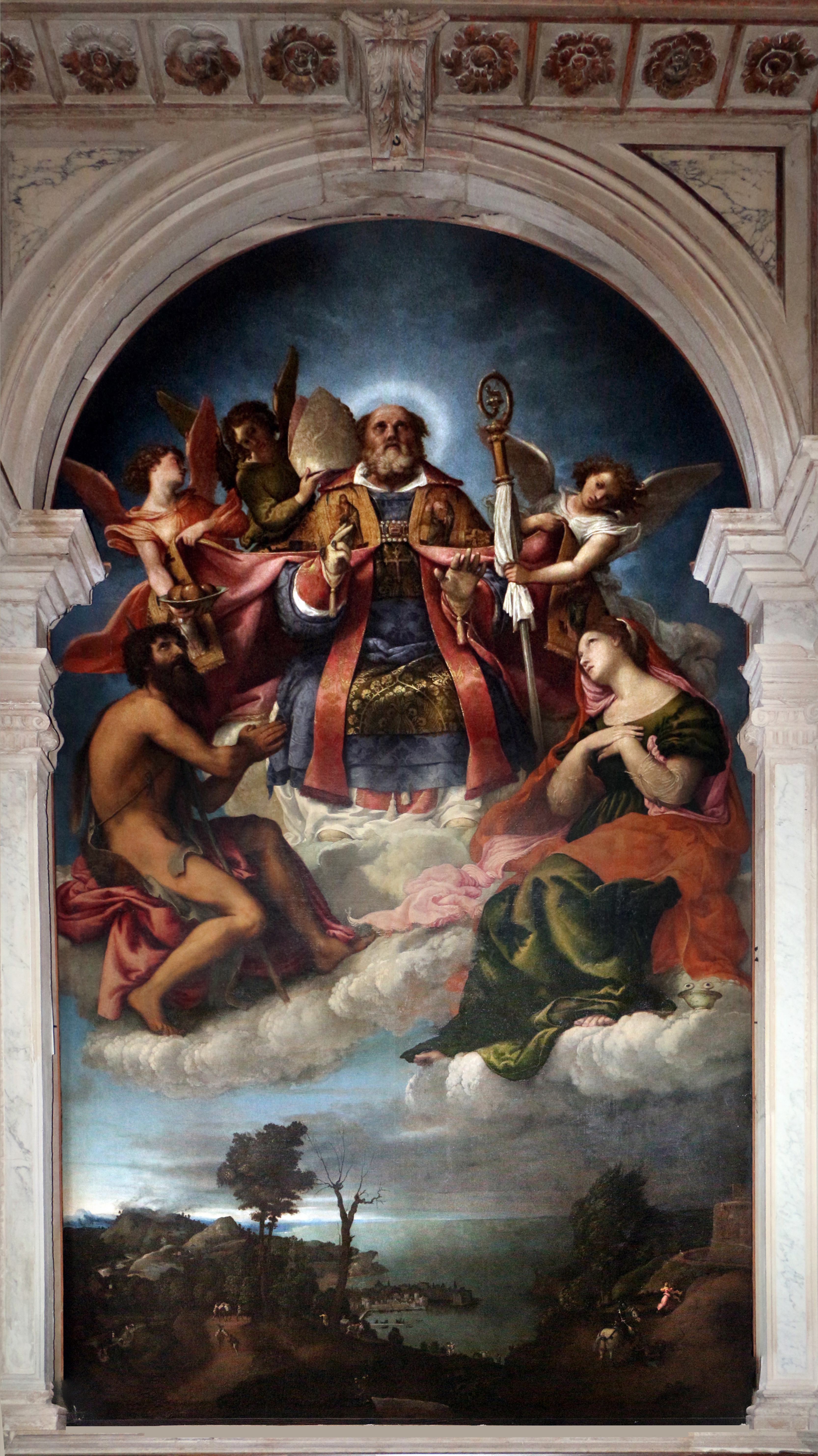
Lorenzo Lotto, Święty Mikołaj w chwale ze świętymi Janem Chrzcicielem i Łucją, 1529
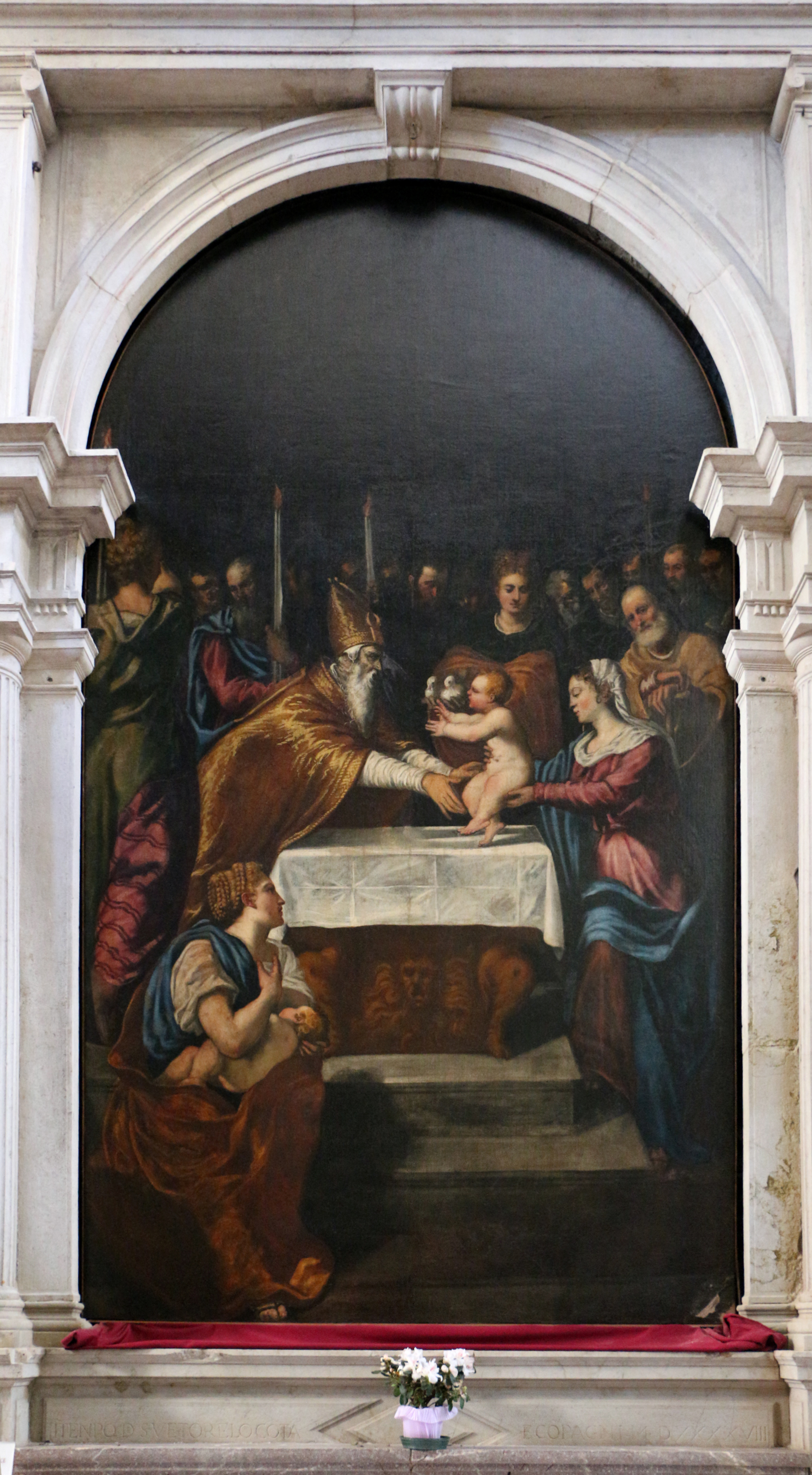
Jacopo Tintoretto, Ofiarowanie Jezusa w świątyni, 1542
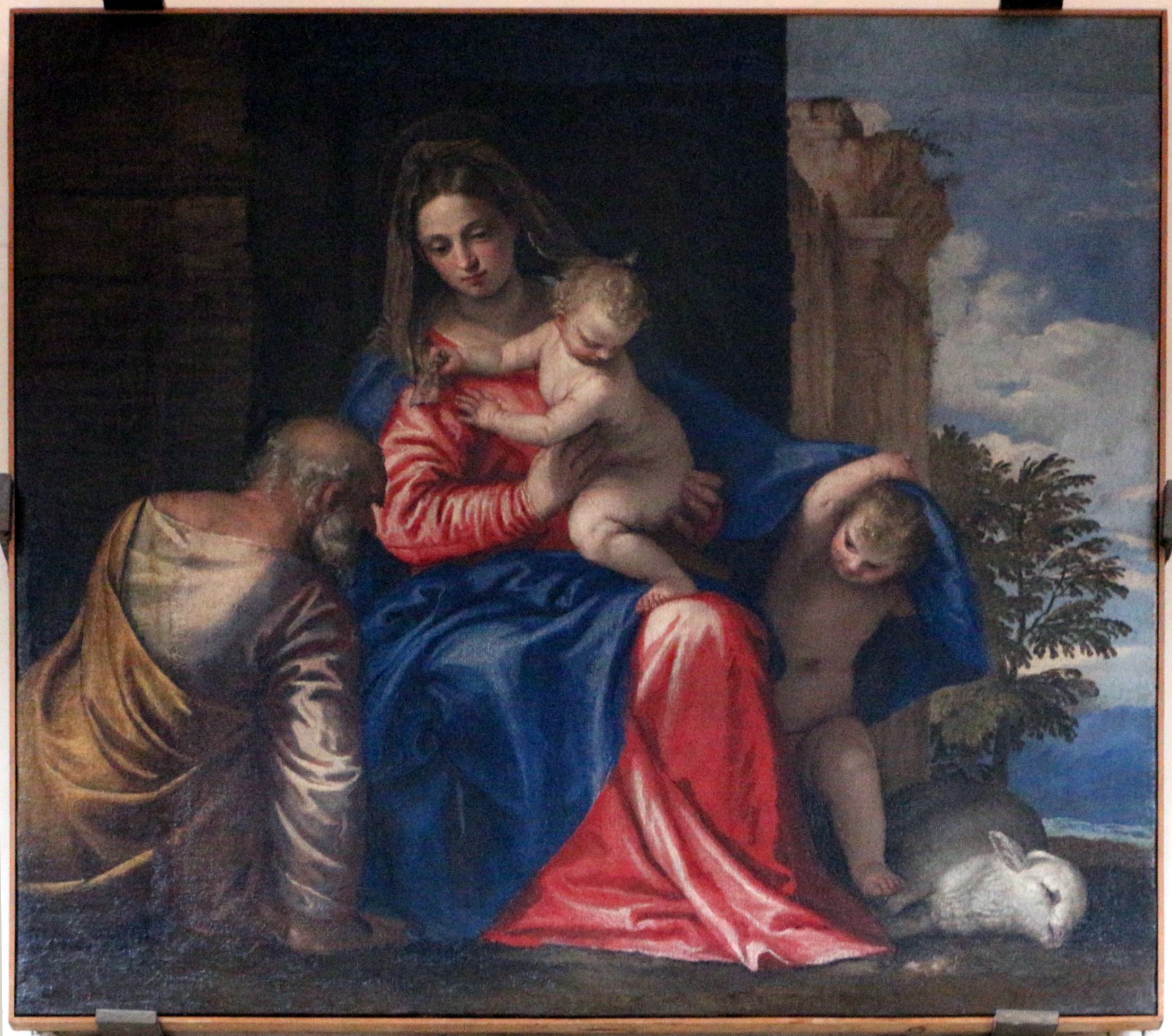
Paolo Veronese, Święta Rodzina z małym Janem Chrzcicielem, ok. 1555